# 切爾干人
切爾干人，是一個分布在南西伯利亞阿爾泰共和國的突厥民族。
他們也與阿爾泰人、索爾人一起生活在克麥羅沃州，但他們一般登記為一個獨立民族。在2010年人口普查，俄羅斯有1,181個切爾干人。
1. ↑  Rosstat. .